# کفشدوزک سیاه‌کاج

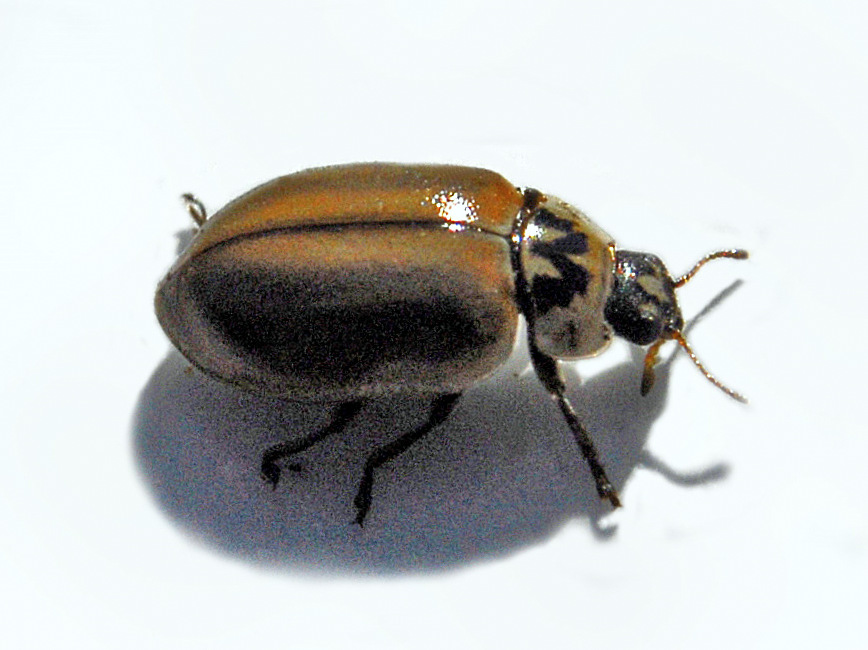
نمای کناری Aphidecta obliterata

کفشدوزک سیاه‌کاج (نام علمی: Aphidecta obliterata)، یک گونه از خانوادهٔ کفشدوزکان (Coccinellidae) و یک سوسک پروازگر است.

## زیرگونه‌ها
انواع مختلف عبارتند از:
- Aphidecta obliterata var. fenestrata Weise
- Aphidecta obliterata var. illigeri Weise
- Aphidecta obliterata var livida Dejean
- Aphidecta obliterata var pallida Thunberg
- Aphidecta obliterata var. sexnotata Thunberg

## پراکندگی
این گونه در اروپا، روسیه اروپایی، قفقاز، بلاروس، اوکراین، ماوراء قفقاز، آسیای صغیر، آمریکای شمالی، نیوفاندلند، ویرجینیا و کارونای جنوبی وجود دارد.

## زیست‌شناسی
این سوسک‌ها دارای محدودی از سازگاری با تغییرهایی در شرایط بوم‌شناختی هستند. آنها شته‌خوار هستند و عمدتاً از Lachnidae، Adelgidae و دیگر شته‌های کاج تغذیه می‌کنند. بالغان را می‌توان در بهار و تابستان یافت. آنها در شکاف‌های پوست و در بستر زمستان‌گذرانی می‌کنند. برای کنترل زیستی Adelges piceae در ایالات متحده و کانادا منتشر شده‌است.